# Тексаски кенгуров плъх
Тексаският кенгуров плъх (Dipodomys elator) е вид бозайник от семейство Торбести скокливци (Heteromyidae). Видът е световно застрашен, със статут Уязвим.

## Разпространение
Разпространен е в САЩ (Оклахома и Тексас).